# Notiobiella ugandensis
Notiobiella ugandensis är en insektsart som beskrevs av Douglas E. Kimmins 1939. Notiobiella ugandensis ingår i släktet Notiobiella och familjen florsländor. Inga underarter finns listade i Catalogue of Life.